# Bazenheid
Bazenheid, schweizerdeutsch Bàzehäid oder Bàzed ist eine Ortschaft in der politischen Gemeinde Kirchberg im unteren Toggenburg im Kanton St. Gallen in der Schweiz. In Bazenheid leben 3560 Personen (Stand 31. Dezember 2013) mit einem Ausländeranteil von 30 %. Aus der hügeligen Umgebung gut zu sehen ist die katholische Kirche von Bazenheid.
Das Dorf ist Standort der Kehrichtverbrennungsanlage des regionalen Zweckverbands Abfallverwertung Bazenheid (ZAB). Gleich daneben steht eine der beiden Tiermehlfabriken der Schweiz.

## Geographie
Bazenheid liegt leicht erhöht am westlichen Ufer der Thur an der Verkehrsachse Wil–Wattwil. Geographisch und historisch gehört Bazenheid zum Toggenburg.

## Geschichte

Luftbild von Werner Friedli von 1948

Eine möglicherweise eisenzeitliche Befestigungsanlage liegt bei Unterbazenheid. Bazenheid wurde in einer Schenkungsurkunde des Klosters St. Gallen als Pacinweidu erwähnt, die auf 778 oder 779 datiert wird. Seit dem 13. Jahrhundert sind die Teile Ober- und Unterbazenheid belegt. Im Früh- und Hochmittelalter war das Kloster St. Gallen Grundherr in Bazenheid. Im 14. und 15. Jahrhundert gingen die Gerichtsherrschaft und zahlreiche grundherrschaftliche Rechte an die Grafen von Toggenburg über. Als deren Dienstleute sind 1228 Ulrich ab Egg in Oberbazenheid und 1249 Rudolf von Unterbazenheid erwähnt. 1468 kaufte die Fürstabtei St. Gallen den gräflichen Besitz in Bazenheid und teilte das Gericht Bazenheid dem Unteramt zu. 1803 wurde Bazenheid in die neue politische Gemeinde Kirchberg eingegliedert. Bazenheid war Sitz des Bezirksamts Alttoggenburg. Mit dem Inkrafttreten der neuen Kantonsverfassung 2003 wurden die Bezirke aufgehoben und durch grössere Wahlkreise ersetzt.

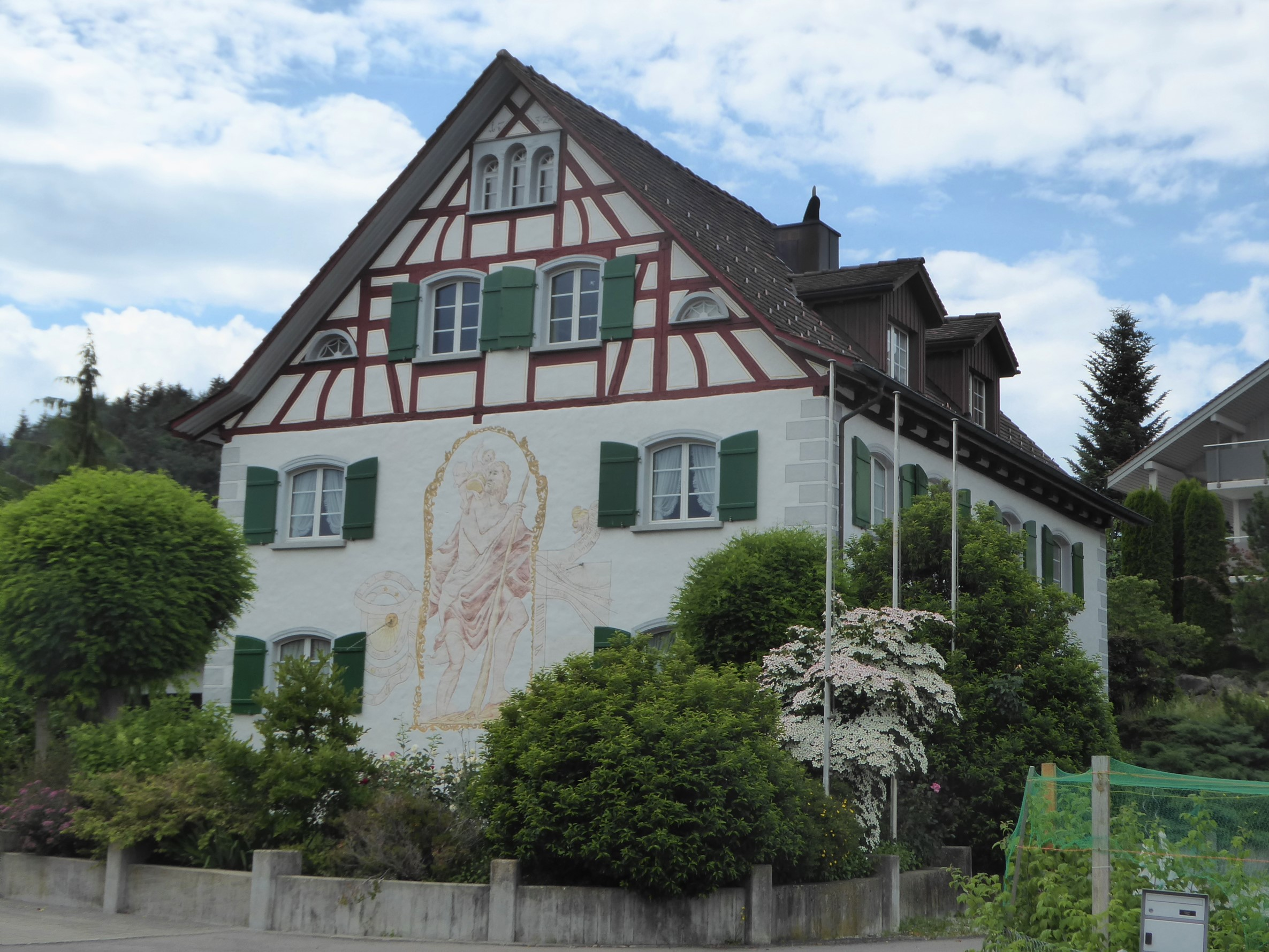
Christophorus-Haus

Das mehrfach umgebaute Christophorus-Haus datiert aus der Mitte des 14. Jahrhunderts. Die um 1480 erbaute Laurentius-Kapelle erfuhr 1644 eine Erweiterung. 1894/95 entstand die neugotische katholische Pfarrkirche, und 1900 wurde Bazenheid zur katholischen Pfarrei erhoben.
| Jahr      | 1826 | 1900 | 1992 |
| Einwohner | 375  | 626  | 3469 |

1834 zerstörte ein Brand Teile von Unterbazenheid. Nach dem Bahnbau im Jahr 1870 entstand zwischen den beiden Ortsteilen das Bahnhofquartier. 1896 fusionierten die beiden Schulkreise. Der industrielle Aufschwung der Region Wil nach 1960 veränderte auch Bazenheid, wo heute die regionale Kehrichtverbrennungsanlage, eine Tiermehlfabrik, ein Betrieb des Fleischverarbeiters Micarna sowie das Toggenburger Schmiede- und Werkzeugmuseum stehen.

## Infrastruktur

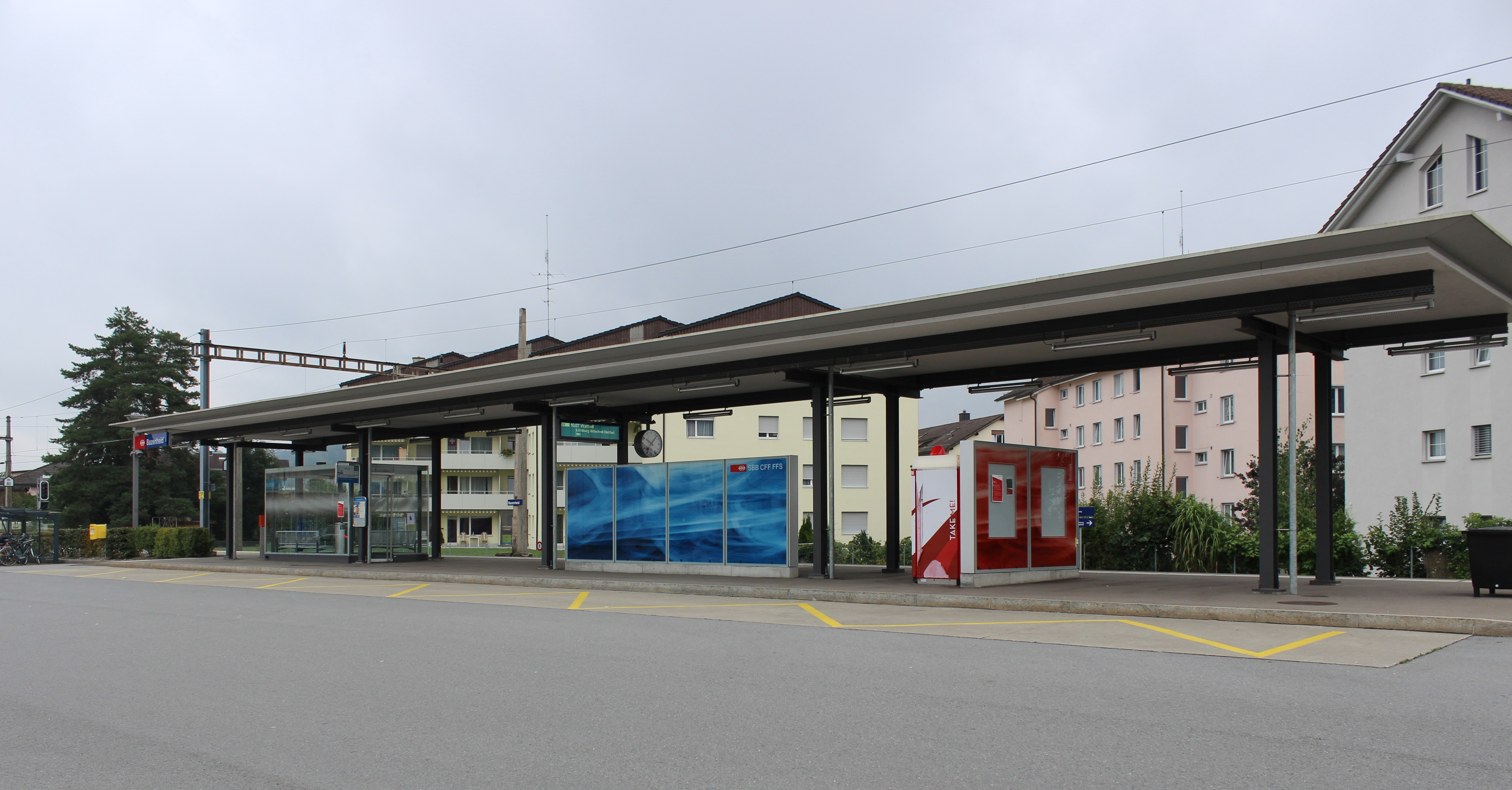
2009 wurde der modernisierte Bahnhof Bazenheid dem Betrieb übergeben. Der Perron wurde verlängert und überdacht, das Aufnahmegebäude abgebrochen und in einem Technikgebäude die Fernsteuerung für das neue elektronische Stellwerk untergebracht.

In Bazenheid gibt es seit 1984 eine Kehrichtverbrennungsanlage des Zweckverbands Abfallverwertung Bazenheid (ZAB). Der 1992 errichtete 95 Meter hohe Kamin der Anlage war der höchste Kamin im Kanton Sankt Gallen. Er wurde im Jahre 2009 durch einen neuen, nur noch 50 Meter hohen Kamin ersetzt. Der ZAB bietet auch Bio- und Grüngutabfuhren an.

## Verkehr
Bazenheid liegt an der Hauptstrasse Wil–Wattwil–Wildhaus. Im Jahre 2006 konnte nach vier Jahren Bauarbeiten die 133,7 Millionen Franken teure Umfahrungsstrasse eröffnet werden, die Bazenheid vom Durchgangsverkehr befreit. Sie enthält zwei Tunnels von 506 und 375 Metern Länge sowie zwei Brücken. Mit flankierenden Massnahmen wurde der Verkehr im Dorf beruhigt, um die Lebensqualität im Dorf zusätzlich zu verbessern. Nebenstrassen führen nach Kirchberg, Mosnang und über die Thur über Unterrindal nach Lütisburg, Flawil und Uzwil.
Bazenheid hat einen Bahnhof an der Toggenburgerbahn und wird im Halbstundentakt von der S9 Wil–Wattwil der S-Bahn St. Gallen bedient. Eine Linie von Bus Ostschweiz verbindet Bazenheid im Stundentakt mit Kirchberg.
Durch das Gebiet von Bazenheid verläuft der 60 Kilometer lange Thurweg, ein entlang der Thur von Wil nach Wildhaus führender Wanderweg.

## Medien
1885 bis 2015 wurde in Bazenheid der Alttoggenburger herausgegeben.

## Persönlichkeiten
- Hans Germann (vor 1500–um 1550), Söldnerführer und Landvogt im Toggenburg
- Josef Germann (1658–1724), Landweibel im Toggenburg, opponierte im Zweiten Villmergerkrieg gegen die Fürstabtei St. Gallen
- Eduard Spelterini (1852–1931), Luftfahrtpionier und Ballonkapitän
- Josef Büsser (1896–1952), Bildhauer und Maler
- Remigius Bärlocher (1915–1984), Jurist und Politiker
- Priya Ragu (* 1985), sri-lankisch-schweizerische Sängerin, wuchs in Bazenheid auf

## Sehenswürdigkeiten
- Die Katholische Kirche Herz Jesu ist in der Liste der Kulturgüter in Kirchberg SG aufgeführt.
- Toggenburger Schmiede- und Werkzeugmuseum

## Bilder

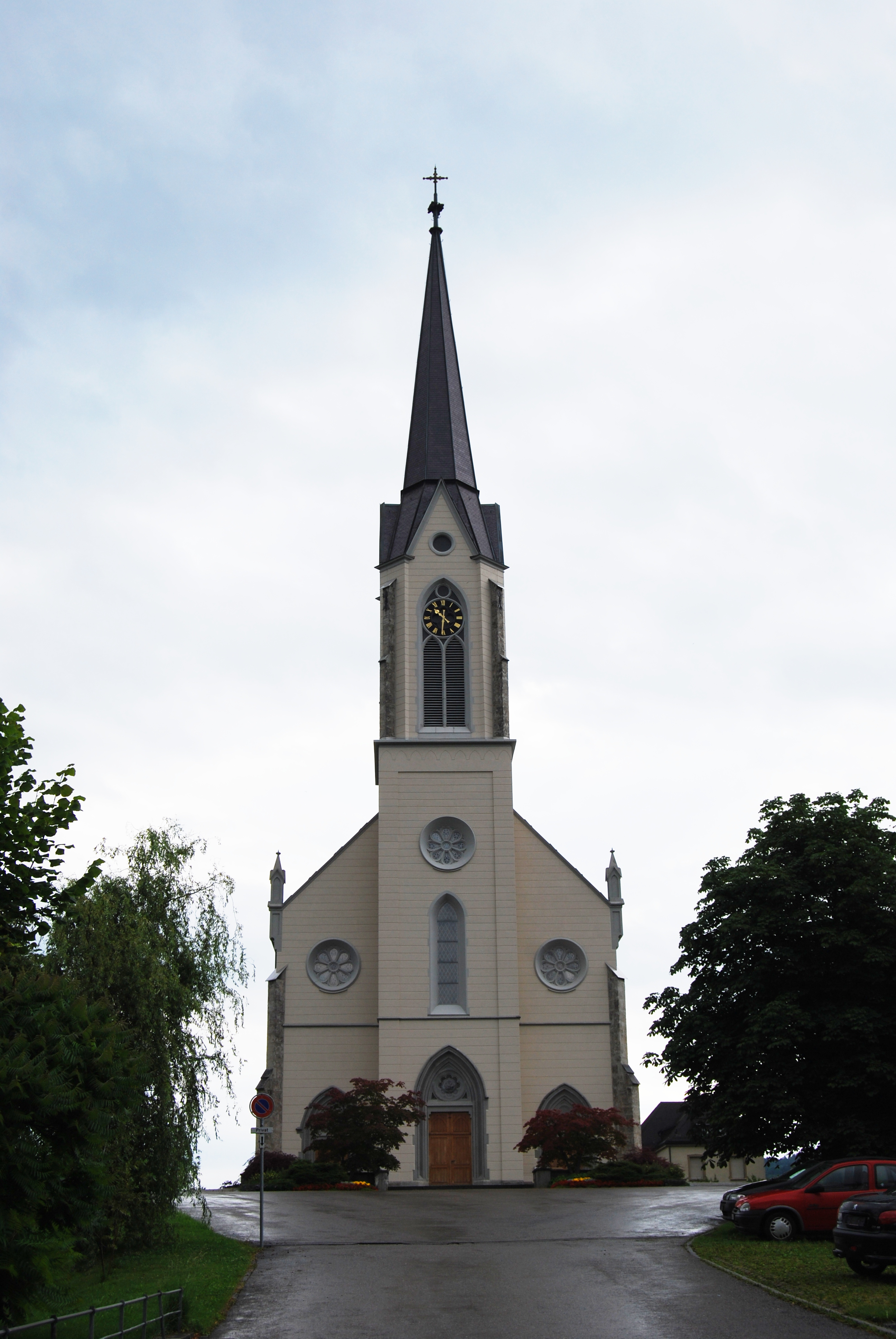
St. Josefkirche
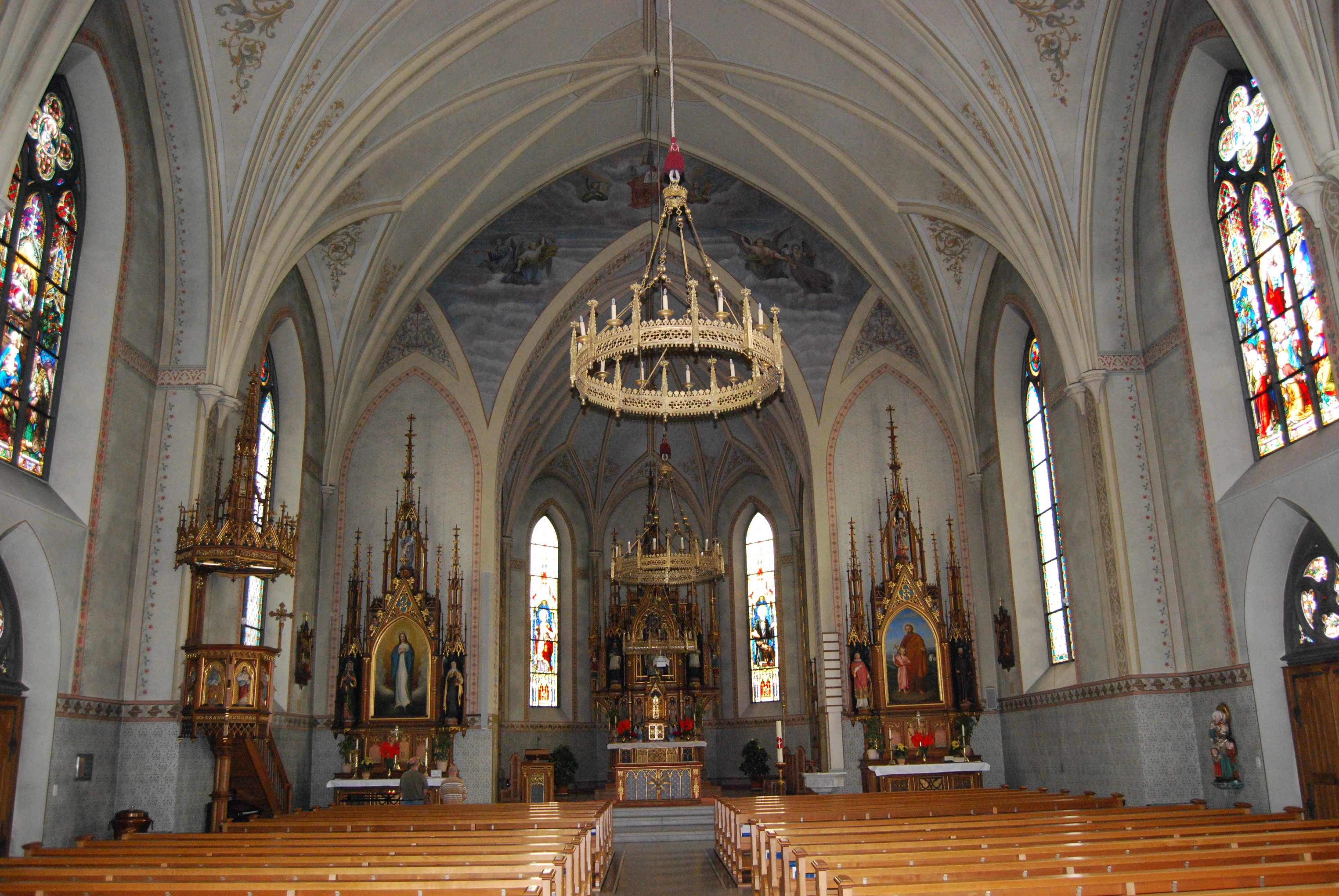
Innenansicht St. Josefkirche
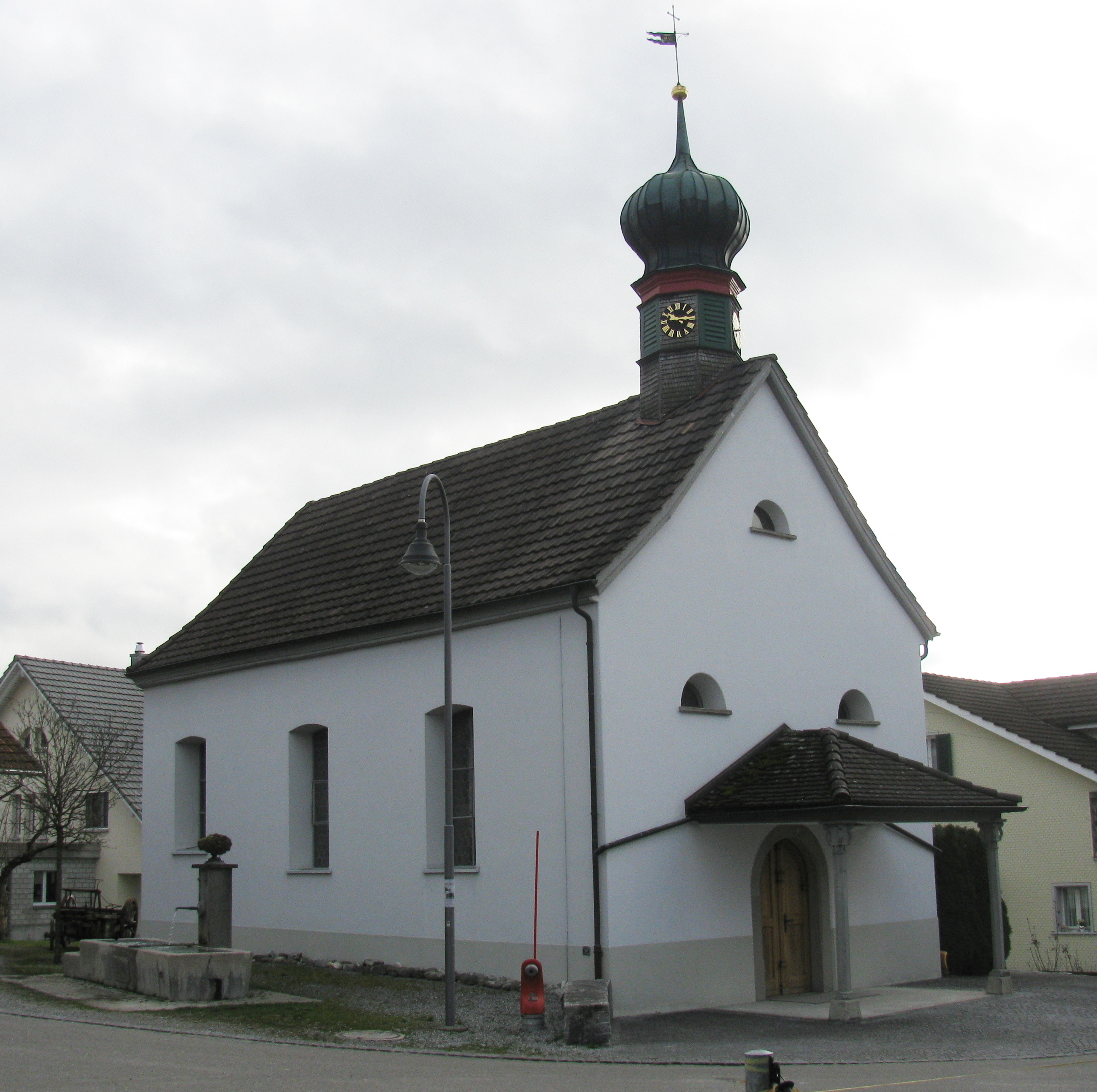
Kapelle St. Laurentius
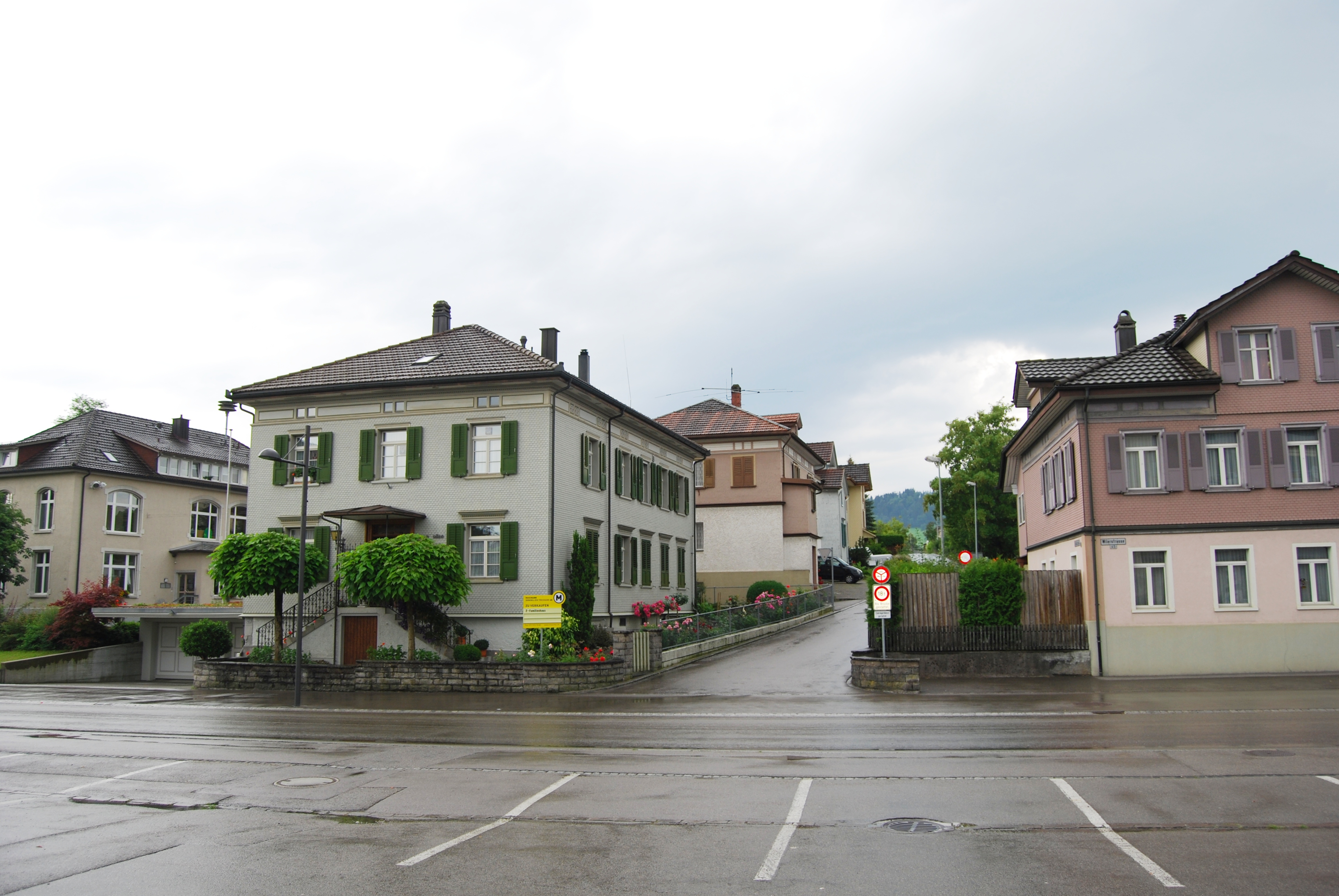
Häuser im Dorfzentrum
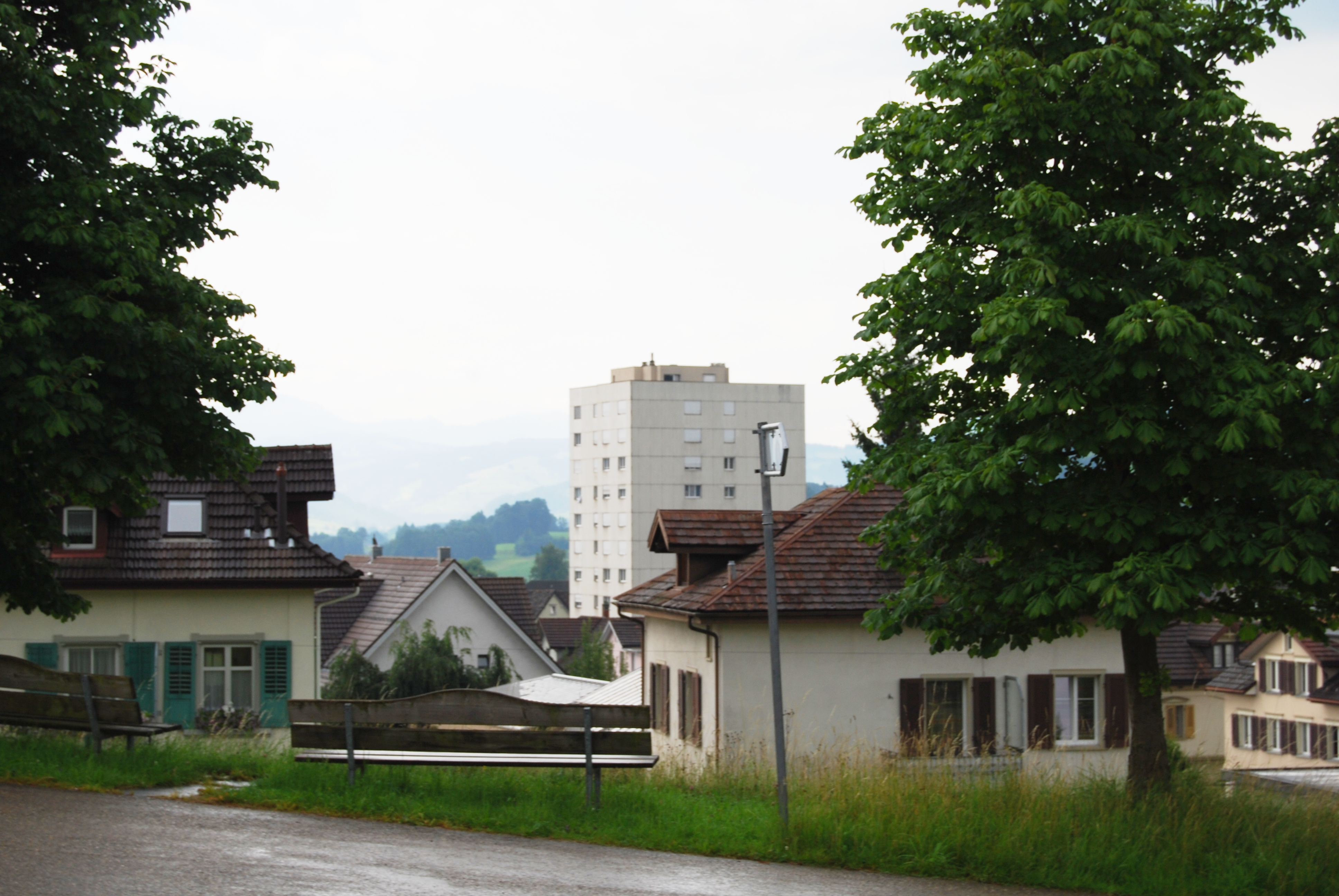
Hochhaus